# Kalendarium Bronowic
Bronowice – wieś w 1508 w powiecie radomskim, w roku 1624–34 na skutek zmiany koryta Wisły Bronowice i  Łęka przeniesione z powiatu lubelskiego do powiatu radomskiego w roku 1787 powiat lubelski (Spis I 167), 1827 powiat kozienicki (Tabela I 42). 1470–80 parafia Jaroszyn (obecnie Góra Puławska) (Długosz L.b. t.II s.564).
- położona 4 km na NW od Puław, na lewym brzegu Wisły. ok. 87 km na NE od klasztoru, 31 km na NE od  Braciejowic.

## Nazwy patronimiczne wsi
W roku 1457 „Brunowycze”, 1462 „Bronowice”, 1470–80„ Bronowicze”, 1508, 1529 „Bronowycze”, 1510, 1531 „Bronowicze”, 1532 „Bronowÿcze”, 1563 „Bronyowice”, 1569 „Bronÿowicze”, 1576 „Broniowicze”, 1662 „Broniowice”, 1787 „Broniewice”, 1827 „Bronowiec”.

## Kalendarium własności obciążenia i przywileje ekonomiczne
Wieś była własnością szlachecką. Wieś rodowa Broniowskich.
- 1457 – dziedzicem był Marcin Michowski oraz bracia Jan i Wojciech[6] .
- 1462 – Marcin z Bronowic[7] .
- 1470–80 – dziedzic Warsz Michowski herbu Rawa, 5 łanów kmiecych, folwarku (Długosz L.B. II 564. III 247).
- 1508 – Andrzej z Bronowic, diedzic Łąki i Pachnowoli[8] .
- 1510, 1526 – pobór z 4 łanów, od 1 zagrodnika i z karczmy z 1/2 łana[9] [10].
- 1531 – bracia Jan, Stanisław i Andrzej Broniowscy, stają się nowymi właścicielami Pachnowoli i Bronowic[11].
- 1531 – pobór z 5 łanów, karczmy z 3 kwartami roli oraz młyna o 2 kołach[12].
- 1563 – pobór z 6 łanów[13].
- 1569 – Jan, Jacek, Jerzy i Bartosz z Bronowic dają pobór z 6,25 łanów oraz od 1 zagrodnika[14][15].
- 1576 – Jacek Broniowski z bratem dają pobór z 5,25 łanów, od 1 zagrodnika z rolą i z młyna o 1 kole[16].
- 1577 – Grzegorz Broniowski daje pobór z 6,25 łanów, od 1 zagrodnika z rolą oraz z młyna o 1 kole ([17].
- 1662 – pogłówne od zarządcy Adama Ciesickiego z żoną, 102 osób czeladzi dworskiej i mieszkańców wsi oraz od mieszkającego we wsi Piotra Majowskiego z żoną i trójką dzieci[18].
- 1787 – wieś liczyła 242 mieszkańców, w tym 10 Żydów (Spis I 445. II 167).
- 1827 – we wsi było 37 domów i 313 mieszkańców (Tabela I 42).

## Powinności dziesięcinne wsi
Dziesięciny należą do klasztoru świętokrzyskiego i plebana Oleksowa, przejściowo do plebana Jaroszyna(Góra Puławska}.
- 1470–80 – dziesięcina snopowa i konopna wartości do 3 grzywien lub do 4 grzywien dowożą klasztorowi świętokrzyskiemu, z folwarku zaś dziesięcina snopowa wartości do 2 grzywien pobiera pleban Oleksowa (Długosz L.B. III 247. II 564).
- 1529 – dziesięcina snopowa wartości 4 grzywny należy do stołu konwentu świętokrzyskiego, z folwarku dziesięcinę snopową wart. 1,5 grzywny pobiera co drugi rok pleban Oleksowa[19].
- 1548 – Mikołaj Broniowski pozwany przez klasztor świętokrzyski o dziesięciny z Bronowic i Łęki[20].
- 1624 – Krzysztof Firlej dziedzic Bronowic i Łęki przegrywa proces z klasztorem świętokrzyskim o dziesięciny z tych wsi[2].
- 1627 – tenże płaci klasztorowi 300 zł odszkodowania za zabierane od 10 lat dziesięciny z Bronowic i Łęki odtąd zakonnicy świętokrzyscy mają taksować dziesięciny z obu wsi i przyjmować od dziedzica gotówkę. Razem ze swoimi synami Aleksandrem i Remigiuszem Firlejami Broniowskimi z Dąbrowicy, Krzysztof Firlej zobowiązał się pod karą płacić klasztorowi za dziesięciny z Bronowic i Łęki 90 zł corocznie na ś. Marcina [11 XI] za pokwitowaniem przeora[21].
- 1634, 1638, 1641, 1643 – spory o dziesięciny z obu wsi[21].
- 1644 – Aleksander Broniowski w imieniu swoim i brata daje klasztorowi 1500 zł tytułem rekompensaty za zatrzymane dziesięcin i zobowiązuje się dożywotnio dostarczać do → Boisk corocznie na ś. Marcina 300 zł za dziesięciny z ról folwarcznych a także od poddanych w Łęce oraz z należących do stołu brata ról poddanych w Bronowicach[21].
- 1645 – po śmierci Aleksandra jego brat, Remigiusz Broniowski, potwierdza ten układ[21].
- 1647 – Bronowice i Łękę kupuje Stanisław Witkowski, kasztelan sandomierski, starosta lubelski i zwoleński, który w 1650 r. zaakceptuje powyższy układ[21].
- 1652 – Stanisław Witkowski płaci konwentowi świętokrzyskiemu za dziesięciny z Bronowic i Łęki 300 zł[22].
- 1655 – tenże z powodu zniszczeń spowodowanych wylewem Wisły obniża tę sumę do 240 zł[23].
- 1661 – zmarł Stefan Chomentowski, dzierżawca Bronowic i Łęki, który był winny zakonnikom święt. należność za dziesięciny z 12 lat. Dług ten w 1665 r. zwrócił bratu Stefana, Stanisław Chomentowski i jego synowie Stefan i Jakub[23].
- 1683 – dziedzic Aleksander Polanowski, stolnik koronny, zgadza się płacić klasztorowi za dziesięciny z Bronowic i Łęki 200 zł rocznie[23].
- 1688 – proces klasztoru z synowcem Aleksandra, Michałem Polanowskim. chorążym czernichowskim, który przestał wypłacać należną klasztorowi sumę za dziesięciny z obu wsi[23].
- 1693 – Michał Polanowski każe związać poddanego klasztoru z Boisk, wysłanego w celu policzenia kop zboża w Bronowicach i Łęce[24].
- 1712 – Kazimierz Łubieński biskup krakowski ekskomunikuje Michała Polanowskiego[24], ten spłaca rachunki wobec klasztoru.
- 1710-1 – procesy o dziesięciny z tych wsi przed sądami świeckimi i duchownymi[23],
- 1718 – Michał Polanowski reguluje należności wobec kl. oraz pozwala mu pobierać dziesięcinę snopową w Bronowicach i Łęce[24].
- 1762 – dziesięciny z ról kmiecych włączonych do folwarku w Bronowicach pobiera pleban Jaroszyna[25].
- 1817 – pleban Oleksowa uzyskuje dziesięciny dworską i wiejską w Bronowicach[25].
- 1819 – do stołu konwentu świętokrzyskiego należy 100 zł dziesięciny pieniężna z Bronowic[26].

## Badania archeologiczne
Osadnictwo z okresu  XI-XIII w. stwierdzone w trakcie badań pod nazwą „Archeologiczne Zdjęcie Polski”.